# Trzebieszów (gmina)
Pour les articles homonymes, voir Trzebieszów.
Trzebieszów est une gmina rurale (gmina wiejska) du powiat de Łuków, dans la Voïvodie de Lublin, dans l'est de la Pologne.
Son siège administratif (chef-lieu) est le village de Trzebieszów, qui se situe environ 14 kilomètres (km) au nord-est de Łuków (siège du powiat) et 82 kilomètres au nord de la capitale régionale Lublin (capitale de la voïvodie).
La gmina couvre une superficie de 140,45 km2 pour une population de 7 601 habitants en 2006.

## Histoire
De 1975 à 1998, la gmina est attachée administrativement à l'ancienne Voïvodie de Siedlce.

Depuis 1999, elle fait partie de la nouvelle voïvodie de Lublin.

## Géographie
La gmina inclut les villages (sołectwa) de:

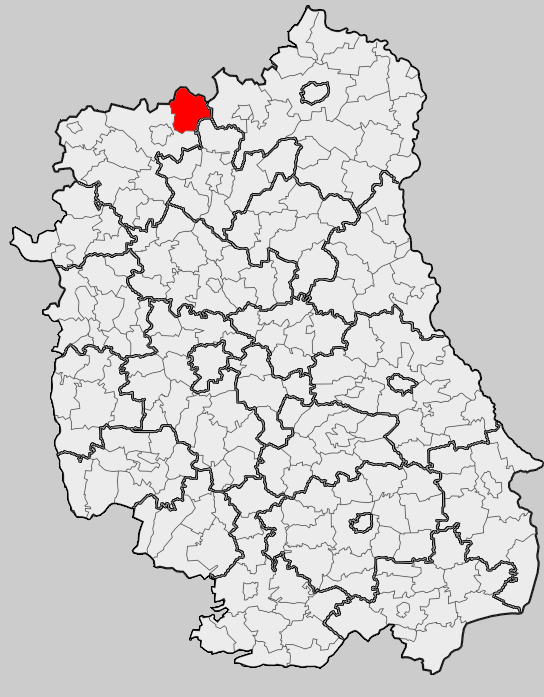
Position de la gmina dans la voïvodie

- Celiny
- Dębowica
- Dębowierzchy
- Gołowierzchy
- Jakusze
- Karwów
- Kurów
- Leszczanka
- Mikłusy
- Nurzyna
- Płudy
- Popławy-Rogale
- Świercze
- Szaniawy-Matysy
- Szaniawy-Poniaty
- Trzebieszów
- Trzebieszów Drugi
- Trzebieszów Pierwszy
- Trzebieszów-Kolonia
- Wierzejki
- Wólka Konopna
- Wylany
- Zaolszynie
- Zembry

### Gminy voisines
La gmina de Trzebieszów est voisine des gminy de:
- Kąkolewnica Wschodnia
- Łuków
- Międzyrzec Podlaski
- Zbuczyn

## Structure du terrain
D'après les données de 2002, la superficie de la commune de Trzebieszów est de 140,45 kilomètres carrés, répartis comme telle :
- terres agricoles : 80 %
- forêts : 14 %

La commune représente 10,07 % de la superficie du powiat.

## Démographie
Données du 31 décembre 2007:
| Description        | Total  | Total | Femmes | Femmes | Hommes | Hommes |
| ------------------ | ------ | ----- | ------ | ------ | ------ | ------ |
| Unité              | Nombre | %     | Nombre | %      | Nombre | %      |
| Population         | 7 559  | 100   | 3 715  | 49     | 3 884  | 51     |
| Densité (hab./km²) | 54,2   | 54,2  | 26,5   | 26,5   | 27,6   | 27,6   |